# Young Life

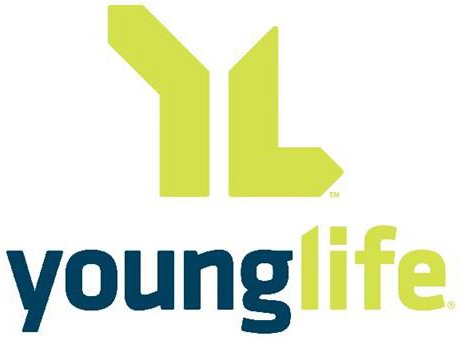
Obrázek "younglife"

Young Life je celosvětová nezisková křesťanská organizace, která vznikla v USA v roce 1941 a věnuje se práci s mládeží. Zaměřuje se především na středoškolské studenty.  Působí ve více než 100 zemích na pěti kontinentech a její hlavní sídlo je ve městě Colorado Springs v americkém státě Colorado.  Pomocí mnoha aktivit, mezi které patří i letní tábory, budují vedoucí s teenagery vztah ke křesťanství.

## Působení v Česku
Organizace Young Life působí v Česku od roku 1992. Svoje pobočky má na pěti místech -  v Brně, Kolíně, Ostravě, Praze a Libereckém kraji. 